# Тур де Франс 2015
Тур де Франс 2015 (фр. Tour de France 2015) — 102-я веломногодневка Тур де Франс. Гонка стартовала 4 июля в голландском Утрехте и закончилась 26 июля традиционным этапом на Елисейских Полях в Париже.

## Участники
В гонке приняло участие 17 команд UCI ProTeams и 5 профессиональных континентальных команд, получивших уайлд-кард от организатора.
| UCI WorldTeams (17)- AG2R La Mondiale - Astana - BMC Racing Team - Cannondale-Garmin - Etixx-Quick Step - FDJ - Giant-Alpecin - IAM Cycling - Katusha - Lampre-Merida - Lotto NL-Jumbo - Lotto-Soudal - Movistar Team - Orica-GreenEDGE - Sky - Tinkoff-Saxo - Trek Factory Racing UCI Professional Continental Teams (5)- Bora-Argon 18 - Bretagne-Séché Environnement - Cofidis, Solutions Crédits - Europcar - MTN-Qhubeka |
| |

## Маршрут
Маршрут гонки был представлен 22 октября 2014 года в Париже. Гонка стартует короткой индивидуальной разделкой в Утрехте, следующий этап также пройдёт по территории Нидерландов. Третий, с финишем в подъём Мюр де Юи, и старт четвёртого, наиболее протяжённого, включающего семь брусчаточных секции, этапа примет Бельгия. Затем гонка пойдёт по территории Франции против часовой стрелки и проследует вдоль атлантического побережья от Нор-Па-де-Кале до Бретани, где командной гонкой на время из Ванна в Плюмелек 12 июля завершится первая неделя.
Вторая неделя, в течение которой гонщики проедут три горных этапа по Пиренеям, затем по Центральному массиву в предместья Альп, стартует в День взятия Бастилии в Тарбе и окончится 20 июля в Гапе.
Третья неделя включает в себя четыре горных этапа в Альпах, где на предпоследнем этапе пелотону предстоят подъёмы на Телеграф, Галибье и финиш в Альп-д'Юэз, и традиционный «этап дружбы» из Севра в Париж с финишем на Елисейских Полях.
Маршрут гонки состоит из 21 этапа общей протяжённостью 3344 км (по 159,24 км на этап в среднем) и содержит:
- 9 равнинных этапов
- 3 холмистых этапов
- 7 горных этапов (из них 5 с финишем в гору)
- 1 командную разделку
- 1 индивидуальную разделку
- 2 дня отдыха

Впервые велогонку примут голландские Утрехт и искусственный остров Нельтье Янс в Зеландии, а также французские города Ливаро, Мюре, Ля-Пьер-Сен-Мартен и Севр.
| Этап | Дата    | Маршрут                                   | Длина, км   | Тип         | Тип                      | Победитель             |             |
| ---- | ------- | ----------------------------------------- | ----------- | ----------- | ------------------------ | ---------------------- | ----------- |
| 1    | 4 июля  | Утрехт — Утрехт                           | 13,8        |             | Инд. гонка на время      | Роан Деннис (AUS)      |             |
| 2    | 5 июля  | Утрехт — Нельтье Янс                      | 166         |             | Равнинный                | Андре Грайпель (GER)   |             |
| 3    | 6 июля  | Антверпен — Юи                            | 159,5       |             | Холмистый                | Хоаким Родригес (ESP)  |             |
| 4    | 7 июля  | Серен — Камбре                            | 223,5       |             | Равнинный (с брусчаткой) | Тони Мартин (GER)      |             |
| 5    | 8 июля  | Аррас — Амьен                             | 189,5       |             | Равнинный                | Андре Грайпель (GER)   |             |
| 6    | 9 июля  | Абвиль — Гавр                             | 191,5       |             | Равнинный                | Зденек Штыбар (CZE)    |             |
| 7    | 10 июля | Ливаро — Фужер                            | 190,5       |             | Равнинный                | Марк Кавендиш (GBR)    |             |
| 8    | 11 июля | Ренн — Мюр-де-Бретань                     | 181,5       |             | Равнинный                | Алексис Вилермо (FRA)  |             |
| 9    | 12 июля | Ванн — Плюмелек                           | 28          |             | Ком. гонка на время      | BMC Racing Team        |             |
|      | 13 июля | День отдыха                               | День отдыха | День отдыха | День отдыха              | День отдыха            | День отдыха |
| 10   | 14 июля | Тарб — Ля-Пьер-Сен-Мартен                 | 167         |             | Горный                   | Крис Фрум (GBR)        |             |
| 11   | 15 июля | По — Котрет                               | 188         |             | Горный                   | Рафал Майка (POL)      |             |
| 12   | 16 июля | Ланнмезан — Плато-де-Бей                  | 195         |             | Горный                   | Хоаким Родригес (ESP)  |             |
| 13   | 17 июля | Мюре — Родез                              | 198,5       |             | Холмистый                | Грег Ван Авермат (BEL) |             |
| 14   | 18 июля | Родез — Манд                              | 178,5       |             | Холмистый                | Стив Каммингс (GBR)    |             |
| 15   | 19 июля | Манд — Валанс                             | 183         |             | Холмистый                | Андре Грайпель (GER)   |             |
| 16   | 20 июля | Бур-де-Пеаж — Гап                         | 201         |             | Холмистый                | Рубен Пласа (ESP)      |             |
|      | 21 июля | День отдыха                               | День отдыха | День отдыха | День отдыха              | День отдыха            | День отдыха |
| 17   | 22 июля | Динь-ле-Бен — Пра-Луп                     | 161         |             | Горный                   | Симон Гешке (GER)      |             |
| 18   | 23 июля | Гап — Сен-Жан-де-Морьен                   | 186,5       |             | Горный                   | Ромен Барде (FRA)      |             |
| 19   | 24 июля | Сен-Жан-де-Морьен — Ля-Туссюр — Ле-Сибель | 138         |             | Горный                   | Винченцо Нибали (ITA)  |             |
| 20   | 25 июля | Модан — Альп-д'Юэз                        | 110,5       |             | Горный                   | Тибо Пино (FRA)        |             |
| 21   | 26 июля | Серв — Париж, Елисейские Поля             | 109,5       |             | Равнинный                | Андре Грайпель (GER)   |             |

## Обзор гонки

### 1-й этап
Главным событием первого этапа стал рекорд австралийского велогонщика Роана Денниса из команды BMC Racing Team. Он выиграл этап, преодолев дистанцию 13,8 километра со скоростью 55,45 километра в час. Результат стал рекордным за всю историю проведения этапов с раздельным стартом на «Тур де Франс». Второе время на этапе, который прошел по голландскому Утрехту, показал немец Тони Мартин из Etixx-Quick Step, третье — у швейцарца Фабиана Канчеллары из Trek Factory Racing, который считался несомненным фаворитом разделки. Призёры отстали всего на 5 и 6 секунд от победителя.

### 2-й этап
Победителем этапа стал немецкий гонщик Андре Грайпель из «Lotto Soudal», опередивший словака Петера Сагана из «Tinkoff-Saxo» на толщину велотрубки. Замкнул тройку швейцарец Фабиан Канчеллара из «Trek Factory Racing», он же возглавил общую классификацию и надел жёлтую майку лидера. Гонка проходила под сильным ветром и дождём, завал за 70 км до финиша расколол пелотон на две части, в итоге генеральщики Крис Фрум (Team Sky), Альберто Контадор (Tinkoff-Saxo) и Тиджей Ван Гардерен (BMC Racing Team) выиграли почти полторы минуты у своих главных соперников Винченцо Нибали (Astana Pro Team), Наиро Кинтаны и Алехандро Вальверде из Movistar Team и Хоакима Родригеса из Team Katusha,

### 3-й этап
Победу на легендарном подъёме Мюр де Юи одержал испанец Хоаким Родригес из Team Katusha, который выигрывал на этой горе Флеш Валонь в 2012 году. С временем победителя финишировал британец Крис Фрум, ставший лидером общего зачёта с секундным перевесом над Тони Мартином. Группа Винченцо Нибали и Наиро Кинтаны проиграла победителю 11 секунд, Альберто Контадор уступил на 7 секунд больше. Этап был омрачён массовым завалом, который произошёл за 60 км до финиша. Упало более 40 гонщиков, четверо из них не смогли продолжить этап. Директор гонки Кристиан Прюдомм принял решение остановить гонку и нейтрализовать один из подъёмов для того, чтобы всем пострадавшим была оказана медицинская помощь. В завале также пострадал лидер общего зачёта Фабиан Канчеллара, который продолжил гонку, проиграл 12 минут. После финиша оказалось что швейцарец получил травму позвоночника и вынужден завершить гонку.

### 4-й этап
Вице-лидер Тура немец Тони Мартин стал победителем четвёртого этапа гонки и новым лидером общего зачёта. Он успешно преодолел все сектора брусчатки и предпринял сольную атаку из лидерской группы за 3,4 км до финиша и благодаря индивидуальному ходу выиграл у преследователей 3 секунды. Действующий победитель Париж-Рубе и соотечественник Мартина Джон Дегенкольб выиграл спринт из общей группы, но стал только вторым. В этой же группе финишировали и большинство претендентов на итоговую победу. Главными проигравшими из числа «генеральщиков» этапа стали французы Роллан и Пино, голландец Келдерман и канадец Хешедаль, уступившие чуть более трёх минут.

### 5-й этап
Этап прошёл по классическому спринтерскому сценарию, а победу разыграли сильнейшие мастера финишного ускорения. Лидер спринтерской номинации Андре Грайпель одержал свою вторую победу в рамках гонки. Вторым стал Петер Саган, тройку сильнейших замкнул экс-чемпион мира Марк Кавендиш.

### 6-й этап
На исход шестого этапа решающее влияние оказал завал, случившийся за километр до финишной черты. Обладатель жёлтой майки Тони Мартин совершил рискованный манёвр, в результате которого оказался на асфальте сам, а также сбил ряд претендентов на общую победу, включая Винченцо Нибали, Наиро Кинтану и Тиджея ван Гардерена. В образовавшейся после завала неразберихе лучше всего сориентировался товарищ Мартина по Etixx-Quick Step Зденек Штыбар, оторвавшийся на две секунды от группы спринтеров. Вторым в очередной раз стал Саган, третьим финишировал француз Бриан Кокар. Пострадавший сильнее остальных Мартин с помощью товарищей по команде смог завершить этап, а благодаря правилу нейтрализации даже сохранил жёлтую майку. Однако дальнейшее исследование показало что у немца перелом ключицы и он вынужден покинуть гонку.

### 7-й этап
Этап прошел без жёлтой майки в пелотоне, поскольку её формальный обладатель Тони Мартин из-за травмы не смог выйти на старт. Уже третью победу на Туре одержали гонщики Etixx-Quick Step. На этот раз сильнейшим в финишном ускорении стал чемпион мира 2011 года Марк Кавендиш, который смог опередить Андре Грайпеля. Петер Саган вновь не смог одержать победу, став третьим. Крис Фрум финишировал в общей группе и вернул себе жёлтую майку лидера.

### 8-й этап
Первую победу для Франции принёс гонщик AG2R La Mondiale Алексис Вилермо, одержавший первую в карьере победу на этапе Тура. Он атаковал на заключительном подъёме Мюр де Бретань и опередил всех своих соперников. Пять секунд победителю уступил ирландец Дэн Мартин, также оторвавшийся из общей группы. Основные фавориты финишировали через 10 секунд после Виллермо. Спринт из группы выиграл Алехандро Вальверде, опередивший Петера Сагана, который стал лидером спринтерской классификации. Из претендентов на итоговую победу неудачнее всех выступил Винченцо Нибали, отставший от своих соперников на 10 секунд.

### 9-й этап
Чемпион мира в командной гонке команда BMC Racing Team выиграла командную гонку и в рамках Тур де Франс. Дистанцию в 28 км они преодолели за 31 минуты и 15 секунд. Команда лидера общего зачёта Криса Фрума Team Sky уступила победителям на финише 0,62 с. Третье место с четырёхсекундным отставанием заняла команда Наиро Кинтаны и Алехандро Вальверде Movistar Team. Четвёртое место с отставанием 24 секунды заняла команда Альберто Контадора Tinkoff-Saxo. На пятом месте финишировала команда Нибали Astana Pro Team, проигравшая 35 секунд. Team Katusha уступила 1:53 и заняла 19 место. Перед первым горным этапом лидером общего зачёта остался Крис Фрум, опережающий ближайшего соперника ван Гардерена на 12 с. Отставания остальных претендентов на победу составили: Контадор +1.03, Уран +1.18, Кинтана +1.59, Нибали +2.22, Родригес +3.53.

### 10-й этап
Победитель Тура-2013 и лидер общего зачёта британец Крис Фрум из Team Sky в доминирующем стиле выиграл первый горных этап Тур де Франс. На финишном подъёме Ла Пьер-Сен-Мартен он предпринял сольную атаку на которую его соперники ответить не смогли. Колумбиец Наиро Кинтана предпринимал попытку удержаться за британцем, но потерял с ним контакт за 7 км до финишной черты и на финише проиграл победителю минуту и занял третье место, поскольку был настигнут ещё и товарищем Фрума по команде Ричи Портом, который стал вторым. Роберт Гесинк проиграл победителю полторы минуты, Алехандро Вальверде — две, Тиджей ван Гардерен — две с половиной, Альберто Контадор — 2:51. Винченцо Нибали выступил неудачно и проиграл более четырёх минут, а Хоаким Родригес финишировал только спустя 6 минут после победителя. В общем зачёте Фрум упрочил своё лидерство, Кинтана поднялся на третье место с трёхминутным отставанием.

### 11-й этап
«Горный король» 2014 года поляк Рафал Майка из Tinkoff-Saxo выиграл 11-й этап Тура. Он атаковал из отрыва на последнем подъёме и смог на финишном спуске удержать своё преимущество. Вторым стал ирландец Дэн Мартин, который пропустил атаку поляка и не смог его догнать несмотря на отчаянную погоню. Группа фаворитов прошла этап достаточно консервативно. Высокий темп лидерской команды Team Sky сделал невозможными атаки претендентов на итоговую победу. Группа фаворитов проиграла Майке чуть больше пяти минут. Вновь неудачно выступил действующий чемпион Винченцо Нибали, проигравший своим главным соперникам ещё минуту.

### 12-й этап
Капитан российской команды Team Katusha Хоаким Родригес, потерявший шансы на итоговый успех из отрыва выиграл горный этап с финишем на легендарной вершине Плато де Бей. Он был участником раннего затяжного отрыва, а на завершающем подъёме обошел всех своих соперников более чем на минуту. Вторым финишную черту пересёк датчанин Якоб Фульсанг, третьим стал Ромен Барде. Группа фаворитов вновь прошла достаточно консервативную гонку: лишь Кинтана, Контадор и Вальверде предпринимали попытки атаки позиций Кристофера Фрума, но они были нейтрализованы «грегари» британца Джерантом Томасом. Финишную черту фавориты пересекли почти на 7 минут позднее Родригеса.

### 13-й этап
Бельгийский универсал Грег ван Авермат из BMC Racing Team выиграл тринадцатый этап, который завершался коротким, но крутым подъёмом. Атаку бельгийца поддержал только лидер спринтерской классификации Петер Саган. Но на финише обладающий хорошим финишем словак не смог обойти бельгийского спортсмена. Три секунды победителю проиграл это соотечественник Ян Беклантс. Семь секунд сильнейшим проиграла группа претендентов на общую победу, в которой финишировали все «генеральщики». Спринт из этой группы выиграл Джон Дегенкольб.

### 14-й этап
Британец Стив Каммингс из южноафриканской команды MTN-Qhubeka первенствовал на 14 этапе французской многодневки. На финишном холме он отстал он дуэта французов Тибо Пино и Ромена Барде. Однако ближе к финишу они увлеклись тактическими играми и пропустили атаку британца, который их стремительно догнал и даже смог оторваться на две секунды. В группе сильнейших наибольшую активность проявили гонщики Movistar Team. На атаку Наиро Кинтаны смог ответить только Фрум, а Вальверде, отстававший от фаворитов в начале финишного холма смог восстановиться и проиграть Фруму и Кинтане всего 3 секунды. Благодаря своей атаке и относительно неудачному выступлению Тиджея ван Гардерена Кинтана потеснил его в общем зачёте и выйти на второе место, уступая Фруму 3:10.

### 15-й этап
Немецкий спринтер Андре Грайпель выиграл свой третий этап на нынешней «Большой петле», в очередной раз став сильнейшим в финишном ускорении. Он смог опередить своего соотечественника Джона Дегенкольба и Александра Кристоффа из Team Katusha. Петер Саган финишировал четвёртым, но благодаря активности на промежуточных финишах он сохранил лидерство в спринтерском зачёте.

### 16-й этап
Опытный испанец Рубен Пласа победил на 16-м этапе, который прошел по классическом маршруту до Гапа. Он предпринял сольную атаку из группы отрыва и удержал своё преимущество на коварном финишном спуске. Несмотря на запредельно рискованный спуск Петер Саган пятый раз на этом Туре стал вторым, проиграв 30 секунд Пласе. Из группы фаворитов оторваться смог только Винченцо Нибали, выигравший у неё полминуты. Неудача постигла помощника Фрума Джеранта Томаса, который шёл на шестом месте общего зачёта. На финишном спуске в него врезался француз Варран Баргий, выбив его с дороги. При этом британец ещё и ударился головой о телеграфный столб, после чего скатился в овраг. Несмотря на это он смог вернуться в гонку и даже сохранить своё место в общем зачёте, проиграв группе Фрума менее минуты.

### 17-й этап
Немец Симон Гешке стал победителем первого после дня отдыха этапа. Он предпринял затяжную сольную атаку из группы отрыва, которое смог защитить на финишном подъёме. Несмотря на более высокий тем в горе американец Эндрю Талански не смог настигнуть Гешке и уступил ему полминуты. Тройку лучших замкнул колумбиец Ригоберто Уран. В группе фаворитов, которая финишировала спустя 7 минут после победителя, предпринимать атаки пытались гонщики команды Movistar Team Алехандро Вальверде и Наиро Кинтана, однако Крис Фрум смог ответить на их атаки не позволил главному преследователю Кинтане отыграть отставание.

### 18-й этап
Французский гонщик Ромен Барде стал победителем 18-го этапа «Большой петли». Он атаковал из отрыва на подъёме высшей категории Col du Glandon, а благодаря рискованному спуску с этого перевала смог обеспечить себе преимущество перед завершающей частью этапа. Ближайшим преследователем Барде стал его соотечественник Пьер Роллан, атаковавший за несколько километров до финиша. Тройку призёров этапа замкнул Виннер Анакона. Группа фаворитов общего зачёта, в которой находились все претенденты, финишировала через 3 минуты после победителя.

### 19-й этап
Действующий чемпион Тура Винченцо Нибали из Astana Pro Team, практически потерявший шансы защитить свой титул, выиграл предпоследний горных этап нынешнего Тура. Он предпринял затяжную атаку, атаковав за 40 км до финиша, воспользовавшись технической неисправностью велосипеда Криса Фрума. Оставшиеся в группе лидера фавориты разыграли остальные места на подиуме, но не смогли на последнем подъёме догнать далеко оторвавшегося Нибали. Наиро Кинтана успешно атаковал Фрума и стал вторым в 44 секундах от победителя. Сам британец смог минимизировать своё отставание от колумбийца и проиграл ему 30 секунд. Победа Нибали позволила подняться ему на четвёртое место в общем зачете в полутора минутах от идущего третьим Вальверде.

### 20-й этап
Бронзовый призёр прошлого Тура Тибо Пино смог реабилитироваться за неудачное выступление на этом Туре, выиграв последний горный этап с финишем на легендарной горе Альп-д'Юэз. Он стал единственным представителем раннего отрыва, который смог обойти генеральщиков. Вице-лидер Тура Наиро Кинтана при помощи Алехандро Вальверде и Виннера Анаконы вновь атаковал позиции Фрума. Он не смог достигнуть Пино и уступил ему минимальные 18 секунд. Фрум финишировал через 1:38 после победителя и сохранил своё лидерство в общем зачете. Вальверде финишировав вместе с Фрумом и впервые в карьере завоевал подиум на «Большой петле».

### 21-й этап
Традиционный «этап дружбы» прошел по традиционному сценарию. Победу на этапе разыграли сильнейшие спринтеры. Четвёртую победу на этом Туре одержал немец Андре Грайпель, обошедший на половину велосипеда француза Кукара. Третьим стал спринтер Team Katusha Александер Кристофф. Петер Саган финишировал седьмым, но смог сохранить лидерство в спринтерской классификации. Крис Фрум пересек финишную линию в общей группе обнявшись со своими товарищами по Team Sky и стал двукратным победителем Тур де Франс.

## Лидеры классификаций
| Этап | Победитель       | Генеральная классификация | Очковая классификация | Горная классификация  | Молодёжная классификация | Командная классификация | Бойцовская классификация |
| ---- | ---------------- | ------------------------- | --------------------- | --------------------- | ------------------------ | ----------------------- | ------------------------ |
| 1    | Роан Деннис      | Роан Деннис               | Роан Деннис           | не разыгрывалась      | Роан Деннис              | Lotto NL-Jumbo          | не разыгрывалась         |
| 2    | Андре Грайпель   | Фабиан Канчеллара         | Андре Грайпель        | не разыгрывалась      | Том Дюмулен              | BMC Racing Team         | Михал Квятковский        |
| 3    | Хоаким Родригес  | Крис Фрум                 | Андре Грайпель        | Хоаким Родригес       | Петер Саган              | BMC Racing Team         | Ян Барта                 |
| 4    | Тони Мартин      | Тони Мартин               | Андре Грайпель        | Хоаким Родригес       | Петер Саган              | BMC Racing Team         | Винченцо Нибали          |
| 5    | Андре Грайпель   | Тони Мартин               | Андре Грайпель        | Хоаким Родригес       | Петер Саган              | BMC Racing Team         | Майкл Мэттьюс            |
| 6    | Зденек Штыбар    | Тони Мартин               | Андре Грайпель        | Даниэль Теклехайманот | Петер Саган              | BMC Racing Team         | Перрик Квеменье          |
| 7    | Марк Кавендиш    | Крис Фрум                 | Андре Грайпель        | Даниэль Теклехайманот | Петер Саган              | BMC Racing Team         | Антони Делаплас          |
| 8    | Алексис Вилермо  | Крис Фрум                 | Петер Саган           | Даниэль Теклехайманот | Петер Саган              | BMC Racing Team         | Бартош Хузарский         |
| 9    | BMC Racing Team  | Крис Фрум                 | Петер Саган           | Даниэль Теклехайманот | Петер Саган              | BMC Racing Team         | —                        |
| 10   | Крис Фрум        | Крис Фрум                 | Андре Грайпель        | Крис Фрум             | Наиро Кинтана            | Team Sky                | Кеннет Ванбилсен         |
| 11   | Рафал Майка      | Крис Фрум                 | Петер Саган           | Крис Фрум             | Наиро Кинтана            | Team Sky                | Дэниэл Мартин            |
| 12   | Хоаким Родригес  | Крис Фрум                 | Петер Саган           | Крис Фрум             | Наиро Кинтана            | Movistar Team           | Михал Квятковский        |
| 13   | Грег Ван Авермат | Крис Фрум                 | Петер Саган           | Крис Фрум             | Наиро Кинтана            | Movistar Team           | Томас Де Гендт           |
| 14   | Стивен Каммингс  | Крис Фрум                 | Петер Саган           | Крис Фрум             | Наиро Кинтана            | Movistar Team           | Пьер-Люк Перишон         |
| 15   | Андре Грайпель   | Крис Фрум                 | Петер Саган           | Крис Фрум             | Наиро Кинтана            | Movistar Team           | Петер Саган              |
| 16   | Рубен Пласа      | Крис Фрум                 | Петер Саган           | Крис Фрум             | Наиро Кинтана            | Movistar Team           | Петер Саган              |
| 17   | Симон Гешке      | Крис Фрум                 | Петер Саган           | Крис Фрум             | Наиро Кинтана            | Movistar Team           | Симон Гешке              |
| 18   | Ромен Барде      | Крис Фрум                 | Петер Саган           | Хоаким Родригес       | Наиро Кинтана            | Movistar Team           | Ромен Барде              |
| 19   | Винченцо Нибали  | Крис Фрум                 | Петер Саган           | Ромен Барде           | Наиро Кинтана            | Movistar Team           | Пьер Роллан              |
| 20   | Тибо Пино        | Крис Фрум                 | Петер Саган           | Крис Фрум             | Наиро Кинтана            | Movistar Team           | Александр Женье          |
| 21   | Андре Грайпель   | Крис Фрум                 | Петер Саган           | Крис Фрум             | Наиро Кинтана            | Movistar Team           | —                        |
| Итог | Итог             | Крис Фрум                 | Петер Саган           | Крис Фрум             | Наиро Кинтана            | Movistar Team           | Ромен Барде              |

## Классификации
| Изображения                                        | Изображения                           | Изображения                         | Изображения                          |
| -------------------------------------------------- | ------------------------------------- | ----------------------------------- | ------------------------------------ |
| Yellow jersey                                      | Лидерство в генеральной классификации | Polka dot jersey                    | Лидерство в горной классификации     |
| Green jersey                                       | Лидерство в очковой классификации     | White jersey                        | Лидерство в молодёжной классификации |
| Jersey with a yellow background on the number bib. | Лидерство в командной классификации   | Лидерство в командной классификации | Лидерство в командной классификации  |

### Генеральная классификация
|    | Гонщик                    | Команда             | Время        |
| -- | ------------------------- | ------------------- | ------------ |
| 1  | Крис Фрум (GBR)           | Team Sky            | 86ч 56' 33'' |
| 2  | Наиро Кинтана (COL)       | Movistar Team       | + 1' 12''    |
| 3  | Алехандро Вальверде (ESP) | Movistar Team       | + 5' 25''    |
| 4  | Винченцо Нибали (ITA)     | Astana Pro Team     | + 8' 36''    |
| 5  | Альберто Контадор (ESP)   | Tinkoff-Saxo        | + 9' 48''    |
| 6  | Роберт Гесинк (NED)       | Team Lotto NL-Jumbo | + 10 '47''   |
| 7  | Бауке Моллема (NED)       | Trek Factory Racing | + 15' 14''   |
| 8  | Маттиас Франк (SUI)       | IAM Cycling         | + 15' 39''   |
| 9  | Ромен Барде (FRA)         | AG2R La Mondiale    | + 16' 00''   |
| 10 | Пьер Роллан (FRA)         | Team Europcar       | + 17' 30''   |

### Очковая классификация
|    | Гонщик                    | Команда            | Очки |
| -- | ------------------------- | ------------------ | ---- |
| 1  | Петер Саган (SVK)         | Tinkoff-Saxo       | 420  |
| 2  | Андре Грайпель (GER)      | Lotto Soudal       | 316  |
| 3  | Джон Дегенкольб (GER)     | Team Giant-Alpecin | 218  |
| 4  | Марк Кавендиш (GBR)       | Etixx-Quick Step   | 192  |
| 5  | Крис Фрум (GBR)           | Team Sky           | 139  |
| 6  | Бриан Кокар (FRA)         | Team Europcar      | 122  |
| 7  | Тибо Пино (FRA)           | FDJ                | 113  |
| 8  | Алехандро Вальверде (ESP) | Movistar Team      | 103  |
| 9  | Томас Де Гендт (BEL)      | Lotto Soudal       | 90   |
| 10 | Рубен Пласа (ESP)         | Lampre-Merida      | 86   |

### Горная классификация
|    | Гонщик                    | Команда          | Очки |
| -- | ------------------------- | ---------------- | ---- |
| 1  | Крис Фрум (GBR)           | Team Sky         | 119  |
| 2  | Наиро Кинтана (COL)       | Movistar Team    | 108  |
| 3  | Ромен Барде (FRA)         | AG2R La Mondiale | 90   |
| 4  | Тибо Пино (FRA)           | FDJ              | 82   |
| 5  | Хоаким Родригес (ESP)     | Katusha          | 78   |
| 6  | Пьер Роллан (FRA)         | Team Europcar    | 74   |
| 7  | Алехандро Вальверде (ESP) | Movistar Team    | 72   |
| 8  | Якоб Фульсанг (DEN)       | Astana Pro Team  | 64   |
| 9  | Ричи Порт (AUS)           | Team Sky         | 58   |
| 10 | Серж Пауэлс (BEL)         | MTN-Qhubeka      | 55   |

### Молодёжная классификация
|    | Гонщик                | Команда             | Время         |
| -- | --------------------- | ------------------- | ------------- |
| 1  | Наиро Кинтана (COL)   | Movistar Team       | 81ч 57' 45''  |
| 2  | Ромен Барде (FRA)     | AG2R La Mondiale    | + 14' 48''    |
| 3  | Варран Баргий (FRA)   | Team Giant-Alpecin  | + 30' 03''    |
| 4  | Тибо Пино (FRA)       | FDJ                 | + 37' 40''    |
| 5  | Боб Юнгельс (LUX)     | Trek Factory Racing | + 1ч 32' 09"  |
| 6  | Петер Саган (SVK)     | Tinkoff-Saxo        | + 2ч 13' 43'' |
| 7  | Адам Йейтс (GBR)      | Orica GreenEDGE     | + 2ч 15' 24'' |
| 8  | Вилко Келдерман (NED) | Lotto NL-Jumbo      | + 3ч 02' 55'' |
| 9  | Эмануэль Бухман (GER) | Bora-Argon 18       | + 3ч 07' 35'' |
| 10 | Мерхави Кудус (ERI)   | MTN-Qhubeka         | + 3ч 09' 24'' |

### Командная классификация
| Позиция | Команда          | Время         |
| ------- | ---------------- | ------------- |
| 1       | Movistar Team    | 246ч 55' 21'' |
| 2       | Team Sky         | + 57' 23''    |
| 3       | Tinkoff-Saxo     | + 1ч 00' 12'' |
| 4       | Astana Pro Team  | + 1ч 12' 09'' |
| 5       | MTN-Qhubeka      | + 1ч 14' 32'' |
| 6       | AG2R La Mondiale | + 1ч 24' 22'' |
| 7       | Team Europcar    | + 1ч 48' 51'' |
| 8       | BMC Racing Team  | + 2ч 41' 46'' |
| 9       | IAM Cycling      | + 2ч 42' 16'' |
| 10      | Lotto NL-Jumbo   | + 2ч 46' 59'' |